# Jamník (Košice)
Jamník é um município da Eslováquia, situado no distrito de Spišská Nová Ves, na região de Košice. Tem 8,14 km² de área e sua população em 2018 foi estimada em 1.203 habitantes.

## Demografia
| Ano:        | 1994 | 2004   | 2014    | 2024   |
| ----------- | ---- | ------ | ------- | ------ |
| Broj ljudi: | 1049 | 1061   | 1171    | 1202   |
| Razlika:    |      | +1,14% | +10,36% | +2,64% |

| Ano:               | 2023 | 2024   |
| ------------------ | ---- | ------ |
| Número de pessoas: | 1192 | 1202   |
| Diferença:         |      | +0,83% |